# Einfelder See
Der Einfelder See ist ein See in Schleswig-Holstein, in unmittelbarer Nähe zur Stadt Neumünster. Er liegt auf dem Gebiet des Kreises Rendsburg-Eckernförde und der kreisfreien Stadt Neumünster. Mit seiner Fläche von 168 Hektar gehört er zu den größeren Seen in Schleswig-Holstein.

## Allgemeines
Der See liegt auf der Wasserscheide zweier Flüsse, im Norden der Eider sowie im Süden der Stör. Ein geringer Zufluss gelangt aus dem Dosenmoor in den See, weitere nennenswerte Zuflüsse fehlen. Aus diesem Grund wird der See hauptsächlich durch das Grundwasser sowie durch Niederschlag gespeist. Ein Hauptablauf geht im Südosten in den Aalbek; im Norden verbindet der mit einem Wehr geregelte Steingraben den Einfelder See mit dem Bordesholmer See, dessen Wasser in die Eider abfließen kann.

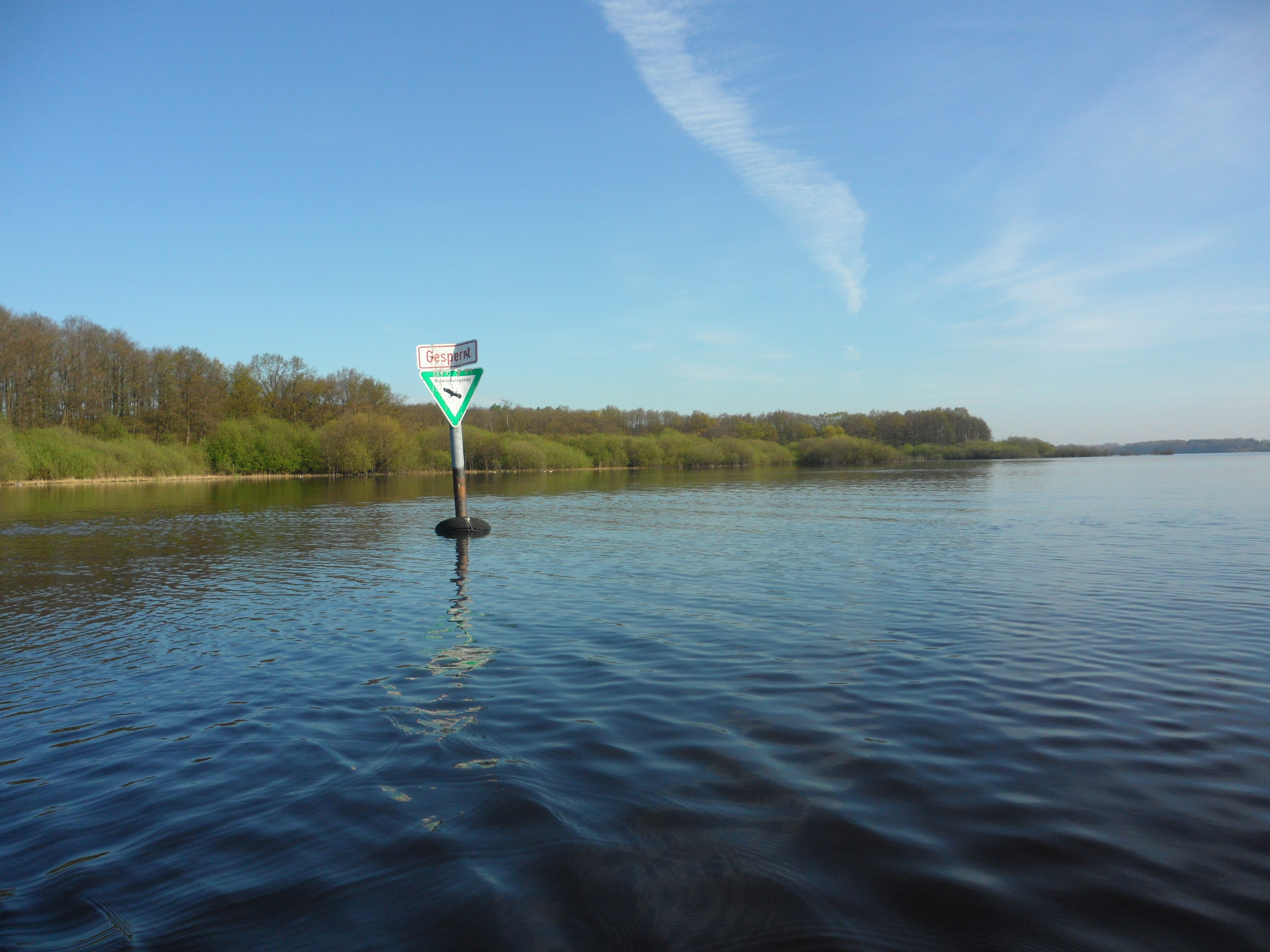
Naturschutzgebiet „Westufer des Einfelder Sees“

Am westlichen Ufer befindet sich das Naturschutzgebiet Westufer des Einfelder Sees. Etwa 2,4 Hektar wurden bereits 1955 unter Schutz gestellt, und 1987 wurde es auf die heutige Größe von etwa 13 Hektar erweitert. Es beinhaltet drei unterschiedliche Vegetationszonen: die Baum- und Buschzone, den Ufer- und Schilfbereich und eine Schwimmblattgesellschaft aus Wasserpflanzen. Das Gebiet bietet vielen Wasservögeln Schutz und Rückzugsmöglichkeiten.

## Entstehung
Der Einfelder See liegt in einem Tunneltal, das während der Weichsel-Eiszeit entstanden ist. Entstanden ist der Einfelder See durch das Abschmelzen von Toteis. Östlich des Einfelder Sees findet sich das Dosenmoor, das ebenfalls durch Abschmelzen von Toteis entstanden ist. Zwischen dem Dosenmoor und der Ostseite des Einfelder Sees findet man einen Kameszug. Auf diesem verläuft heute die B4 und die Bahnlinie.

## Geschichte
Am westlichen Ufer des Sees befinden sich die Reste der Margarethenschanze, einer Wallburg aus dem 9. Jahrhundert.
Für den Bau des Eider-Kanals wurde noch 1774 eine mögliche Trassenführung von Kiel zur Unterelbe untersucht, die durch den Einfelder See führte. Hierfür sollte die glaziale Rinne aus Obereider, Bothkamper, Bordesholmer und Einfelder See genutzt werden. Nach der Wasserscheide am Einfelder See wäre die Unterelbe über die beiden Flüsse Schwale und Stör erreicht worden.

## Flora und Fauna

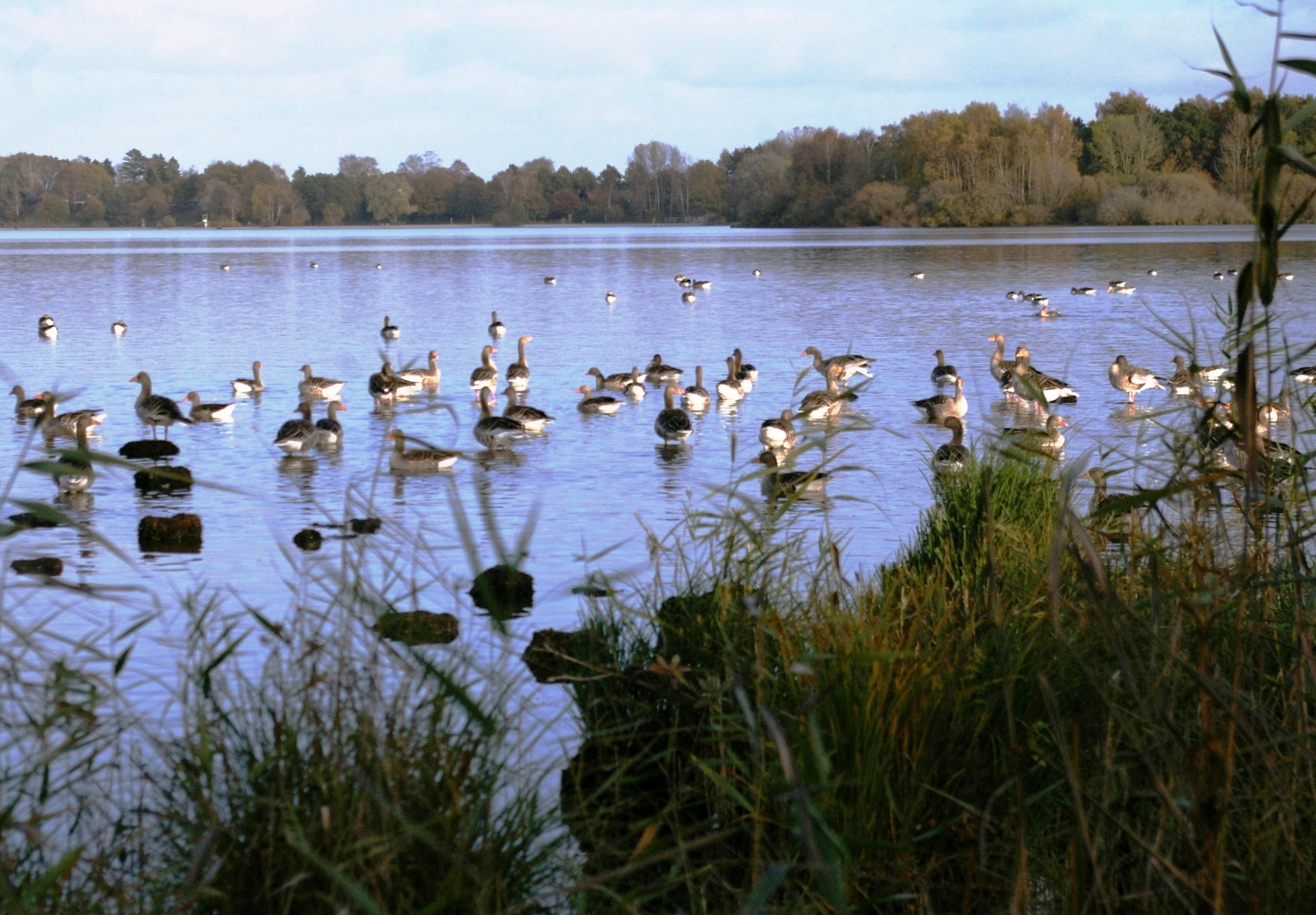
Graugänse im südlichen Uferbereich

Die Seeufer fallen vergleichsweise flach ab. An den Ufern gibt es in vielen Bereichen flach ausgebildete Verlandungszonen. Diese Bereiche weisen einen Bewuchs mit Tauch- und Schwimmblattpflanzen sowie Röhricht- und Bruchwaldbestände auf. Die durchschnittliche Breite der bewachsenen Uferzone beträgt etwa 10 m, teilweise werden aber auch um die 50 m erreicht.

## Erholung und Kultur

### Wassersport
An der Ostseite des Sees und an der Einfelder Dorfbucht befinden sich Strandabschnitte mit Liegewiesen. Auf der südöstlichen Seite des Sees haben einige Vereine Bootshäuser. Das Befahren des Sees mit Ruder- und Segelbooten sowie mit Kanus und Kajaks ist gestattet.

### „Steine am See“
Am nordöstlichen Badestrand sind die beim Internationalen Bildhauersymposion Neumünster 1989 geschaffenen Kunstwerke aufgestellt. Eine Infotafel erklärt, die steinernen Skulpturen sollen „den Einklang von Kunst und Natur betonen.“

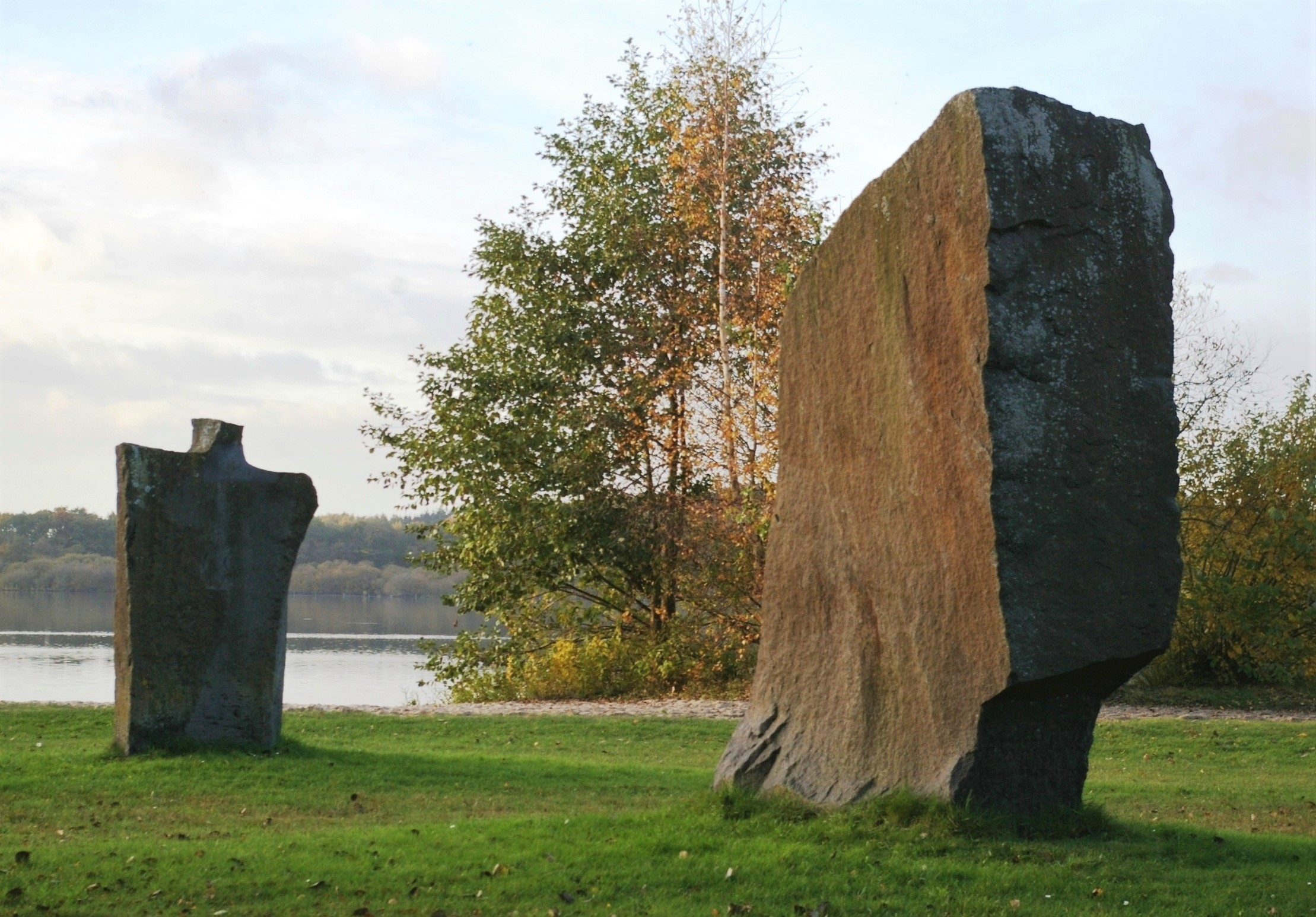
Jan Koblasa: „David und Goliath“; Diabas
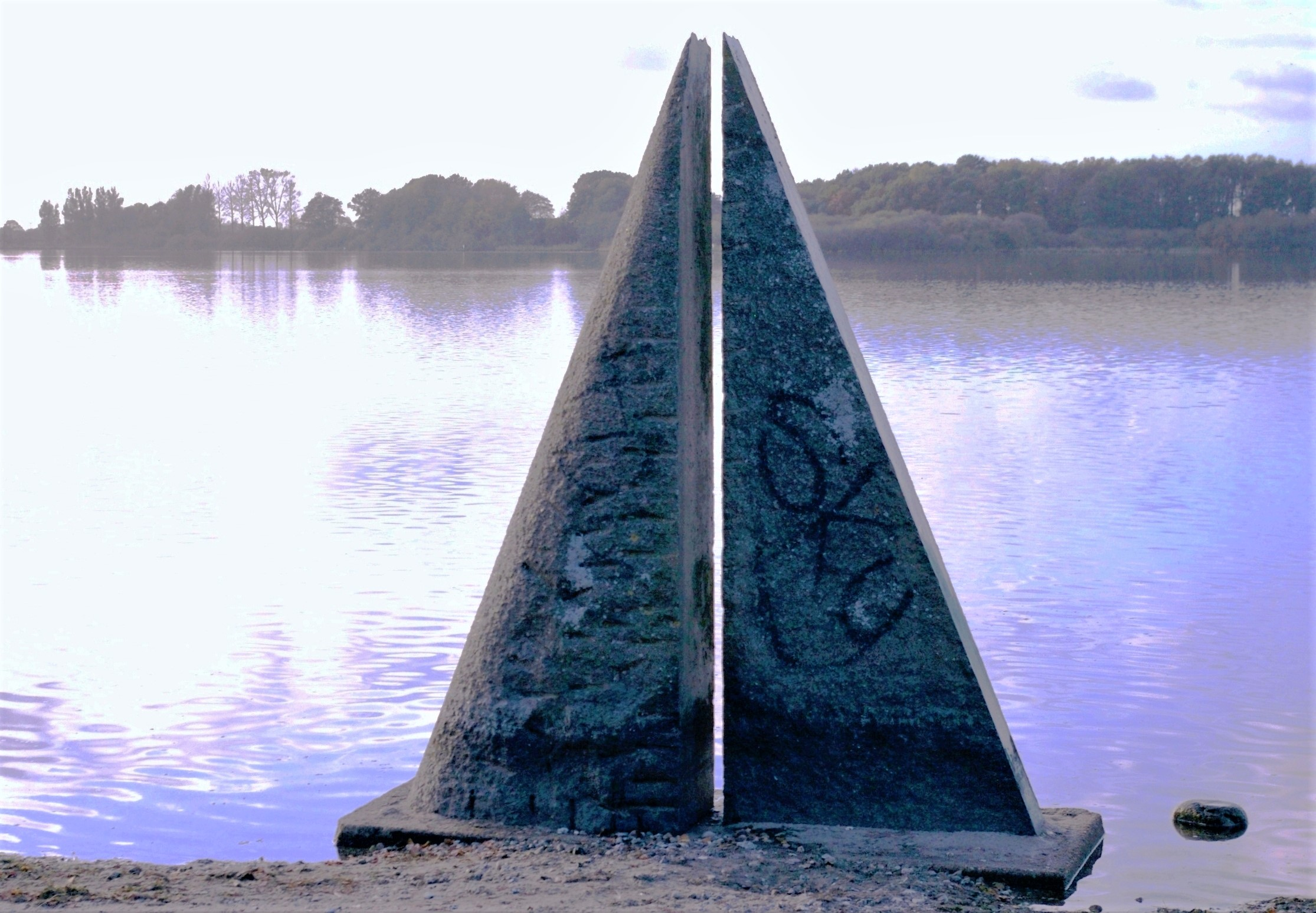
Wolf Gloßner: „Lebenszeichen“; Diorit
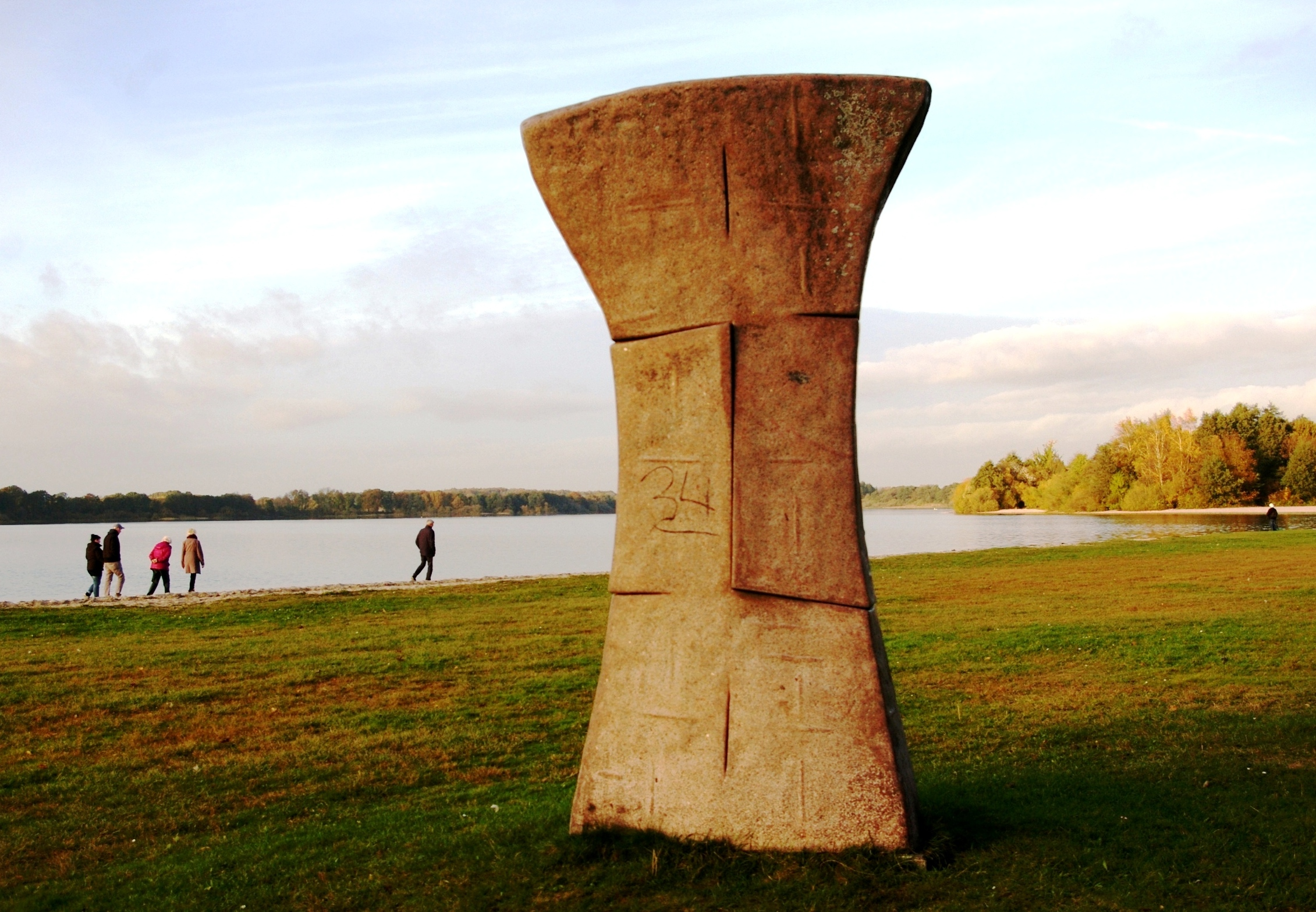
Jesper Neergaard: „Morgen und Abend“; roter Granit
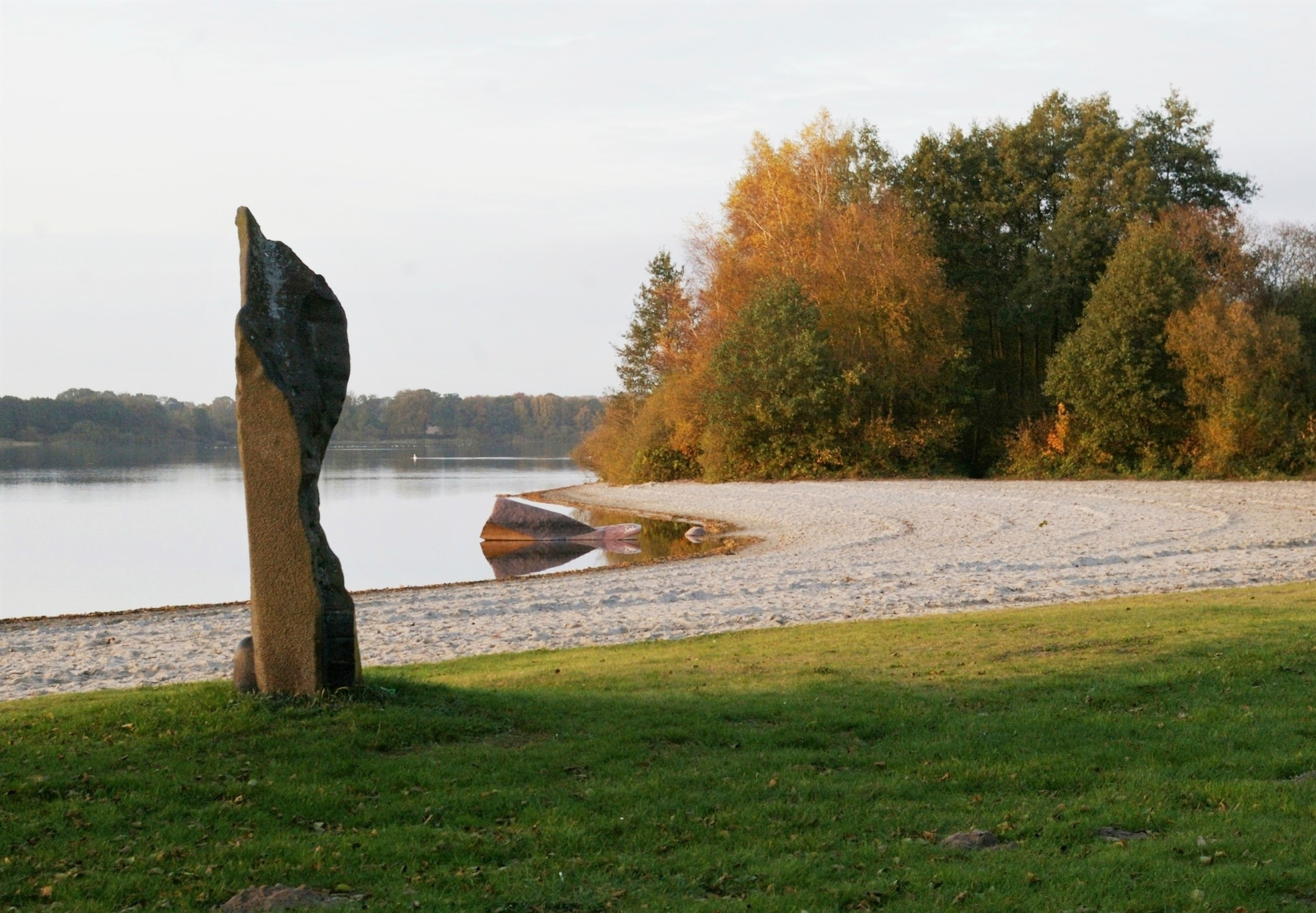
Uli Lindow: „Engel für Jaro Boro“; Diabas
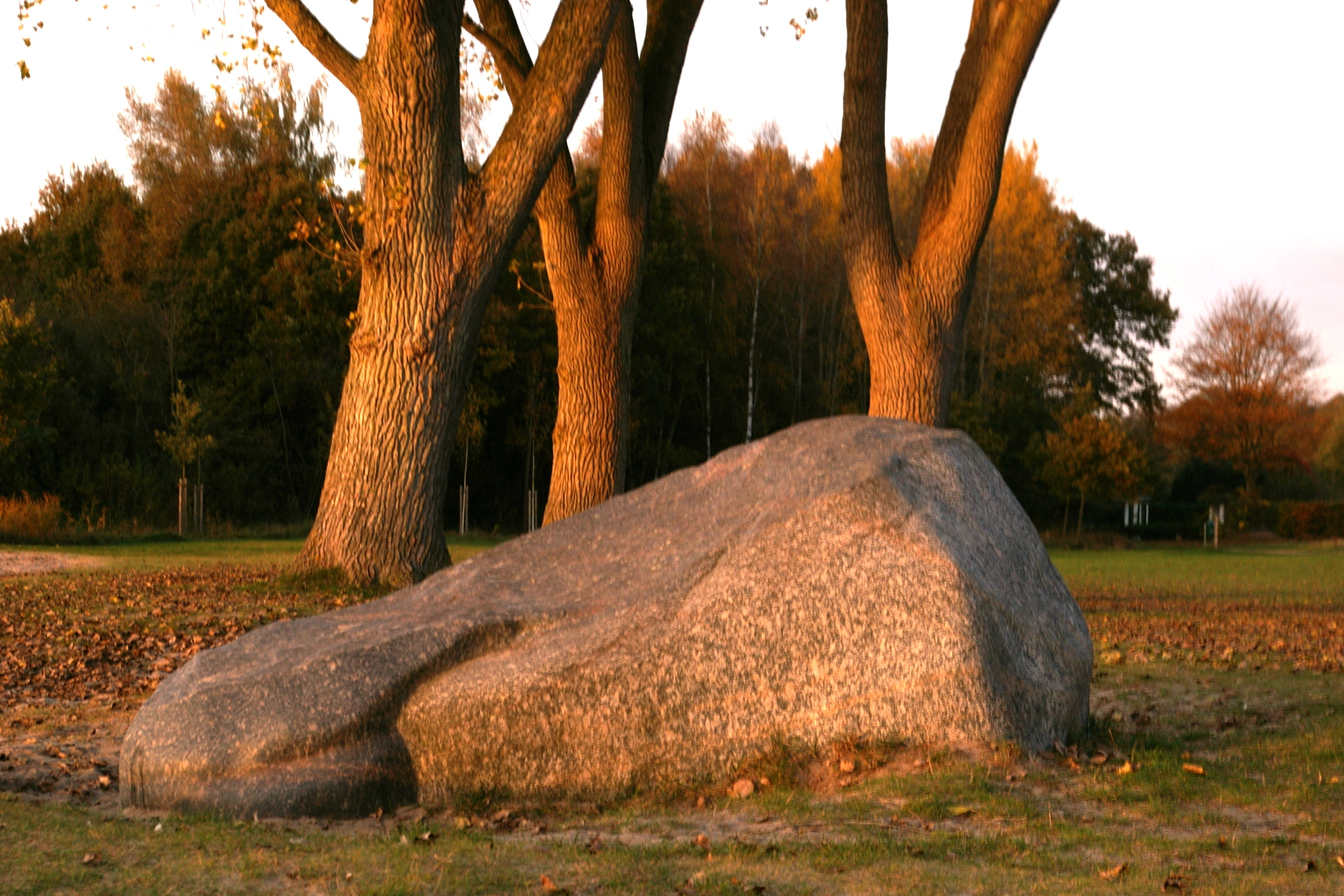
Nils Viga Hausken: „Ohne Titel“; Granit
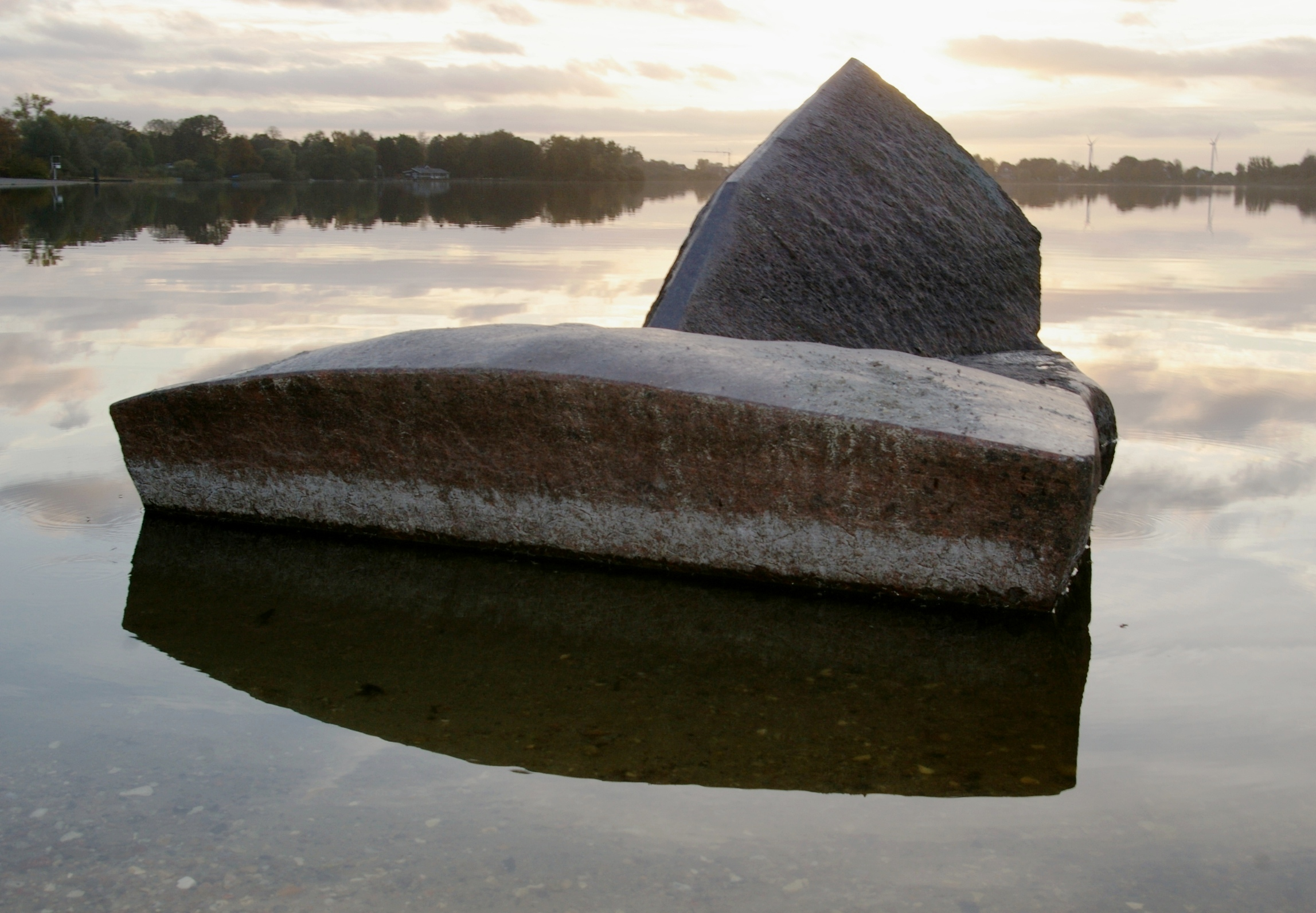
Adolf Ryszka: „Ohne Titel“; Granit